# Johannes Müller (Politiker, 1992)

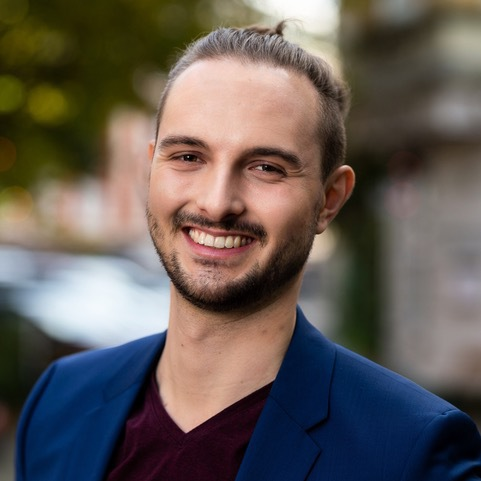

Johannes Müller (* 30. Oktober 1992  in Gunzenhausen) ist ein deutscher Politiker (Bündnis 90/Die Grünen). Er war von 2020 bis 2025 Mitglied der Hamburgischen Bürgerschaft. 

## Leben und Beruf
Johannes Müller wuchs in Bayern auf und legte im naturwissenschaftlich-technischen Zweig des Simon-Marius-Gymnasiums Gunzenhausen das Abitur ab. Er studierte von 2011 bis 2018 an der Dualen Hochschule Baden-Württemberg (Kooperation mit Airbus), der Hochschule für Angewandte Wissenschaften Hamburg (HAW Hamburg) und TU Hamburg (Master of Science) internationales Wirtschaftsingenieurwesen. Neben Elektrotechnik, IT und Flugzeugbau spezialisierte er sich in Innovations- und Technologiemanagement sowie Entrepreneurship.
Seit 2018 ist er wissenschaftlicher Mitarbeiter und Doktorand am Institut für Lufttransportsysteme des Deutschen Zentrums für Luft- und Raumfahrt an der TU Hamburg und forscht dort zu Innovationen und Geschäftsmodellen im Bereich von Autonomie (künstlicher Intelligenz) und Elektrifizierung.

## Politik
Johannes Müller war von 2016 bis 2017 Landessprecher der Grünen Jugend Hamburg. Von 2016 an war er zunächst Schatzmeister und ab 2018 Vorsitzender des Kreisverbandes Altona von Bündnis 90/Die Grünen. Den Kreisvorsitz gab er 2020 nach seiner Wahl in die Hamburgische Bürgerschaft ab.
Bei der Bürgerschaftswahl in Hamburg 2020 wurde Müller in die Hamburgische Bürgerschaft gewählt. In der Grünen Bürgerschaftsfraktion verantwortete er als Fachsprecher die Bereiche Energiepolitik, Innovation und Startups. Er war Mitglied im Ausschuss für Wirtschaft und Innovation sowie im Ausschuss für Umwelt, Klima und Energie. Müller war zudem ständiger Vertreter im Wissenschaftsausschuss sowie im Verkehrsausschuss. Bei der Bürgerschaftswahl 2025 kandidierte er nicht erneut.